# Desterro
Desterro é um município brasileiro do estado da Paraíba e integrante da Região Metropolitana de Patos. Localiza-se a uma latitude 07º17'26” sul e a uma longitude 37º05'38" oeste, encontra-se na Região Geográfica Imediata de Patos e na Região Geográfica Intermediária de Patos, na região da Serra do Teixeira, limita-se ao norte com o município de Cacimbas, ao leste com Livramento, a oeste com Teixeira e ao sul com o município de Itapetim, no estado de Pernambuco, estando a uma altitude de 591 metros. Sua população estimada em 2017 é de 8 306 habitantes. Possui uma área de 179 km², apresenta um clima semiárido com chuvas de verão.

## História
A existência de água no local onde atualmente fica a cidade de Desterro foi marco importante para a formação do povoado, uma vez que a região é muito pobre no referido recurso. Os nomes de Manoel dos Reis de Sousa e Silvéria Maria da Conceição, com quem era casado, são tidos como os fundadores do povoado, ao se fixarem no sítio "Entre Rios".
O local passou a chamar-se de Desterro devido o cumprimento de uma promessa feita pela fundadora do povoado à Nossa Senhora do Desterro, na tentativa de extinguir uma epidemia de febre que acometia os moradores da região.
Com o crescimento do povoado, em 1911, passou a ser distrito de Teixeira, vindo a conseguir sua emancipação em 1959.
Em 1989, foi criado o distrito de Cacimbas, pertencente ao município de Desterro e vindo a emancipar-se do mesmo no ano de 1994, quando Desterro passa a ter seus limites atuais.

## Geografia
O município está incluído na área geográfica de abrangência do semiárido brasileiro, definida pelo Ministério da Integração Nacional em 2005.  Esta delimitação tem como critérios o índice pluviométrico, o índice de aridez e o risco de seca. A divisão do estado da Paraíba em bioclimas classifica o clima de desterro como sub-desértico 2b, de tendência tropical com 9 a 11 meses secos.
A vegetação nativa é composta predominantemente de caatinga cariri e curimataú. A sudoeste ocorre também a mata serrana.
As altitudes variam de 600 m a 753 m na Serra do Cariri.
A norte do município, o Planalto da Borborema atua como divisor de águas da sub-bacia do rio Espinharas (bacia do rio Piranhas) e a sub-bacia do rio Taperoá (bacia do rio Paraíba.

### Clima
Dados do Departamento de Ciências Atmosféricas, da Universidade Federal de Campina Grande, mostram que Desterro apresenta um clima com média pluviométrica anual de 514,2 mm e temperatura média anual de 23,3 °C.
| Dados climatológicos para Desterro            | Dados climatológicos para Desterro | Dados climatológicos para Desterro | Dados climatológicos para Desterro | Dados climatológicos para Desterro | Dados climatológicos para Desterro | Dados climatológicos para Desterro | Dados climatológicos para Desterro | Dados climatológicos para Desterro | Dados climatológicos para Desterro | Dados climatológicos para Desterro | Dados climatológicos para Desterro | Dados climatológicos para Desterro | Dados climatológicos para Desterro |
| Mês                                           | Jan                                | Fev                                | Mar                                | Abr                                | Mai                                | Jun                                | Jul                                | Ago                                | Set                                | Out                                | Nov                                | Dez                                | Ano                                |
| --------------------------------------------- | ---------------------------------- | ---------------------------------- | ---------------------------------- | ---------------------------------- | ---------------------------------- | ---------------------------------- | ---------------------------------- | ---------------------------------- | ---------------------------------- | ---------------------------------- | ---------------------------------- | ---------------------------------- | ---------------------------------- |
| Temperatura máxima média (°C)                 | 31,9                               | 31,1                               | 30,4                               | 29,7                               | 28,5                               | 27,5                               | 27,4                               | 28,9                               | 30,4                               | 32,0                               | 32,6                               | 32,6                               | 30,3                               |
| Temperatura média (°C)                        | 24,6                               | 24,2                               | 23,8                               | 23,5                               | 22,8                               | 21,8                               | 21,4                               | 21,8                               | 22,9                               | 24,0                               | 24,5                               | 24,8                               | 23,3                               |
| Temperatura mínima média (°C)                 | 20,1                               | 20,0                               | 19,9                               | 19,7                               | 19,0                               | 18,0                               | 17,1                               | 17,0                               | 18,1                               | 18,9                               | 19,5                               | 20,0                               | 18,9                               |
| Precipitação (mm)                             | 34,3                               | 86,1                               | 143,6                              | 118,0                              | 44,3                               | 13,1                               | 8,3                                | 0,5                                | 0,4                                | 2,5                                | 5,5                                | 14,4                               | 514,2                              |
| Fonte: Departamento de Ciências Atmosféricas. |                                    |                                    |                                    |                                    |                                    |                                    |                                    |                                    |                                    |                                    |                                    |                                    |                                    |

## Economia
A base econômica do município é o setor primário. Na agricultura destacam-se as culturas de algodão, feijão e milho. Na pecuária há criação de gado bovino e caprino. A avicultura predominante é a de galináceos, com produção de ovos. O início de sua avenida principal é asfaltado, largo e possui boa infraestrutura com estabelecimentos agradáveis.

## Comunicação
- Desterro1